# Mark Boucher
Mark Verdon Boucher (* 3. Dezember 1976 in East London) ist ein ehemaliger südafrikanischer Cricketspieler und war vor allem durch seine Fähigkeiten als Wicket-Keeper bekannt.

## Karriere
Im Jahr 2009 wurde er zu einem der fünf Wisden Cricketers of the Year gewählt. In seiner Karriere bestritt Mark Boucher 147 Tests für Südafrika. Seinen ersten Test absolvierte er im Oktober 1997 gegen Pakistan. Mit 555 Dismissals ist er der erfolgreichste Keeper im Test Cricket. Mark Boucher bestritt des Weiteren 295 One-Day Cricket Matches für Südafrika. Mit erzielten 424 dismissals ist er nach Adam Gilchrist und Kumar Sangakkara der dritterfolgreichste Keeper bei One-Day Internationals. Im Jahr 2012 beendete er seine Karriere, nachdem er sich vor seiner geplanten letzten Testtour gegen England bei einem Aufwärmspiel eine Augenverletzung zugezogen hatte.